# Accuracy International AS50
El AS50 es un fusil de francotirador semiautomático de 12,7 mm, producido por la empresa armera británica Accuracy International. 

## Descripción
El AS50 es accionado por gas y tiene un freno de boca, por lo que tiene un menor retroceso que el fusil de cerrojo Accuracy International AW50 y puede adquirir blancos más rápido. Es sencillo de transportar, ergonómico y ligero. Puede desarmarse y mantenerse sin herramientas en menos de tres minutos.
Fue diseñado para las Fuerzas Armadas británicas y los SEAL de la Armada de los Estados Unidos, que emplean este fusil por su alta cadencia de disparo (5 disparos en 1,6 segundo). Esta cadencia se debe principalmente a su cañón flotante y al ligero armazón de titanio.
El AS50 le perimite al tirador atacar blancos a largo alcance con alta precisión, usando munición explosiva o incendiaria. Tiene  una precisión de 1,5 MDA. Su cañón es flotante. El cajón de mecanismos tiene dos secciones de acero fresado y un riel integrado para montar miras telescópicas. Dos rieles adicionales están montados en los lados de la corta funda del cañón. Un bípode ajustable y un monópode posterior le permiten disparar con estabilidad. Puede atacar con precisión blancos a una distancia de 1.500 metros.
Pesa 14,1 kg descargado y emplea un cargador extraíble monohilera con capacidad para cinco cartuchos 12,7 x 99 OTAN.

## Usuarios
- Chipre: En 2017, la Guardia Nacional de Chipre planeaba comprar este fusil.[4]
- Estados Unidos
- Reino Unido